# گری کوک
گری کوک (انگلیسی: Garry Cook؛ زادهٔ ۱۰ ژانویهٔ ۱۹۵۸) ورزشکار دو و میدانی اهل بریتانیا است.